# Munib Younan

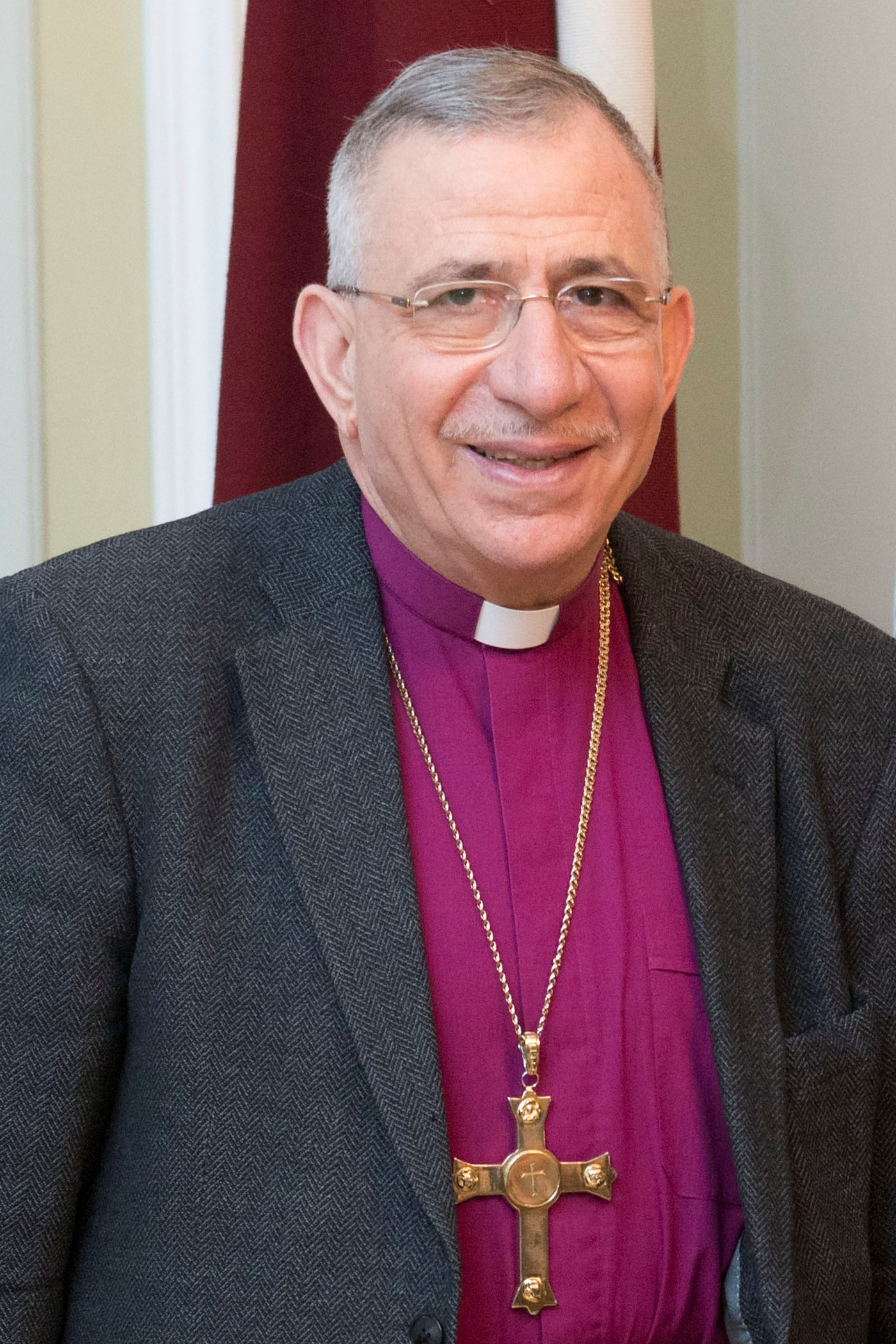
Munib Younan (2015)

Munib A. Younan (auch Junan; arabisch منيب يونان, DMG Munīb Yūnān; * 18. September 1950 in Jerusalem) war von 1998 bis 2017 Bischof der Evangelisch-Lutherischen Kirche in Jordanien und im Heiligen Land (ELCJHL). Der Palästinenser war von 2010 bis 2017 Präsident des Lutherischen Weltbundes.

## Leben
Younan entstammt einer palästinensischen Familie mit griechischen Wurzeln und wurde in Ostjerusalem geboren, wohin sein aus Be’er Scheva stammender Vater 1948 aufgrund des Palästinakriegs geflohen war. Er studierte nach dem Abschluss am Al-Ahlia College in Ramallah 1968 Theologie am finnischen Luther Opisto College in Järvenpää und an der Universität Helsinki. 1976 schloss er dort mit einer Studie zur Erwählung bei Deuterojesaja mit dem Master of Arts ab.
1976 wurde er von Bischof Daoud Haddad in Jerusalem ordiniert und war anschließend Vikar an der Jerusalemer Erlöserkirche sowie Pastor in Beit Jala (1979–1984) und Ramallah (1984–1998). Von 1990 bis 1998 war Younan Präsident der ELCJHL-Synode. Am 5. Januar 1998 wurde er in der Jerusalemer Erlöserkirche  in sein Amt als dritter Bischof der ELCJHL.
Younan übersetzte als erster die Confessio Augustana ins Arabische und war führend an verschiedenen Dialog-Initiativen der drei monotheistischen Religionen in Palästina beteiligt. Zudem engagiert sich Younan im Friedensdialog zwischen Juden und Arabern. Neben anderen hohen christlichen Würdenträgern im Heiligen Land wie dem emeritierten Lateinischen Patriarchen von Jerusalem Michel Sabbah gehört er zu den Unterzeichnern des sogenannten Kairos-Palästina-Dokuments, in dem die israelische Besetzung der Palästinensergebiete als „Sünde gegen Gott“ verurteilt und an die Dringlichkeit von Frieden und Gerechtigkeit für Palästina erinnert wird. In dem Dokument wird Bezug auf einen ähnlichen Aufruf südafrikanischer Kirchen von 1985 gegen das dortige Apartheidsregime genommen.
Younan wurde im Jahr 2003 zum Vizepräsidenten des Lutherischen Weltbundes gewählt und bekleidete seit der Vollversammlung der Organisation 2010 in Stuttgart das Amt des Präsidenten als Nachfolger von Mark Hanson. Ihm folgte 2017 der Nigerianer Musa Panti Filibus nach.
Seit 1980 ist Younan mit Suad Yacoub verheiratet. Das Paar hat drei Kinder.

## Auszeichnungen
- 2017: Niwano-Friedenspreis[5][6]
- 2020: Sunhak Peace Prize – Die Annahme des von Hak Ja Han zur Erinnerung an Sun Myung Moon, den Gründer der Vereinigungskirche, gestifteten Preises führte zu Kritik und einer Klarstellung des Lutherischen Weltbundes[7]
- 2023 Ehrendoktortitel und der Finnische Orden der Weißen Rose in Helsinki/Finnland verliehen[8]